# Valeyres-sous-Rances
 (septembre 2010).
Si vous disposez d'ouvrages ou d'articles de référence ou si vous connaissez des sites web de qualité traitant du thème abordé ici, merci de compléter l'article en donnant les références utiles à sa vérifiabilité et en les liant à la section « Notes et références ».
Pour les articles homonymes, voir Valeyres.
Valeyres-sous-Rances est une commune suisse du canton de Vaud, située dans le district du Jura-Nord vaudois.

## Géographie

### Localisation

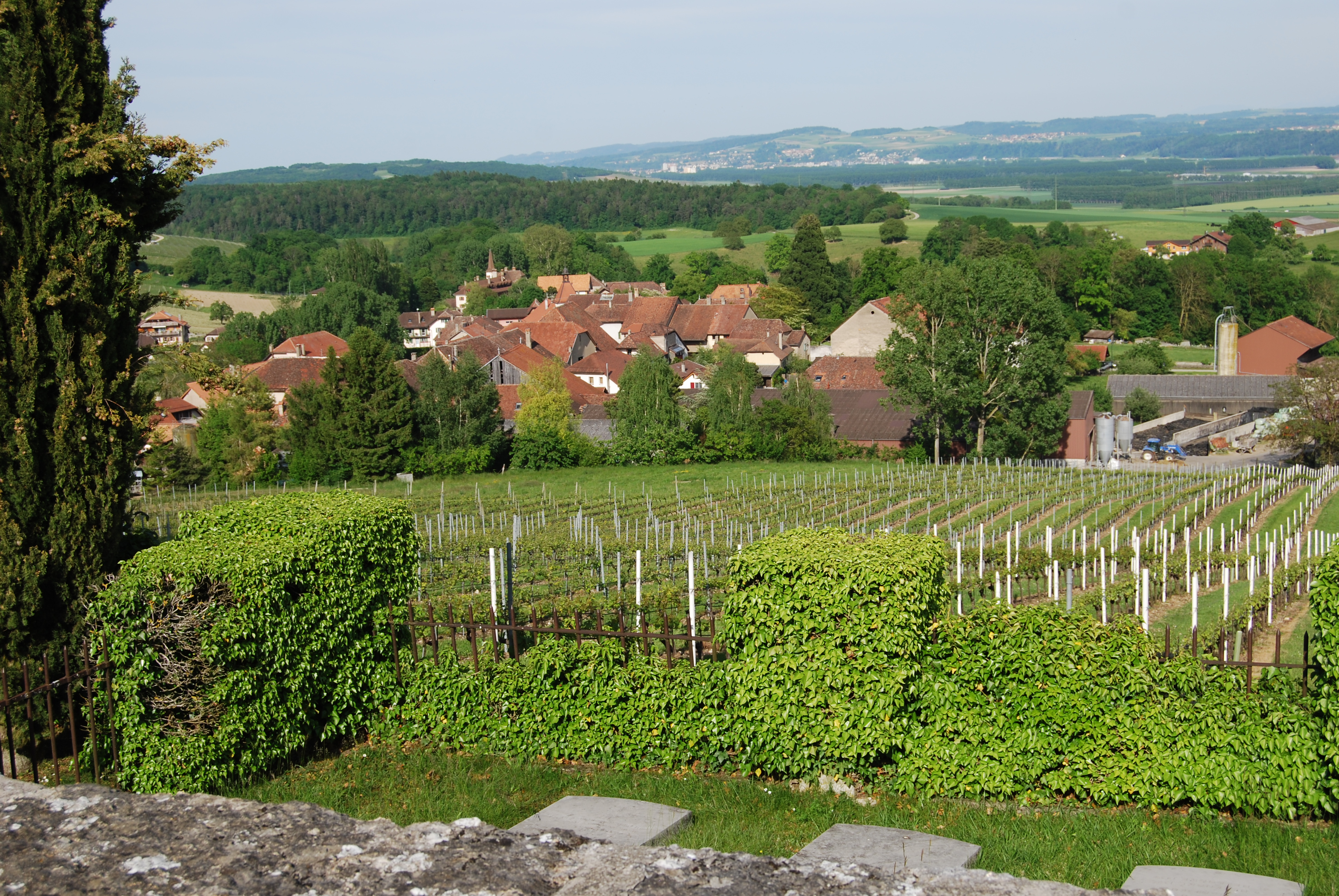
Valeyres-sous-Rances.

La commune de Valeyres-sous-Rances est situé à 509 m d'altitude et a une superficie de 6,35 km2 ; elle est située entre les deux principales villes du nord du canton, à 3 km d'Orbe et à 9 km d'Yverdon-les-Bains à vol d'oiseau. Les communes environnantes sont : Rances au nord-ouest, Mathod au nord-est, Sergey à l'est, Montcherand au sud-ouest et Orbe au sud-est.
Le centre du village est situé dans la vallée du Mujon aux alentours de 510 m, mais le point le plus haut est à 600 m sur un plateau du nord de la commune. Un petit bout de la Thièle qui coule dans son canal marque la limite communale avec Orbe.
6 % de la superficie communale sont occupés par des constructions, 12 % par des forêts et 82 % par des surfaces agricoles.

### L'aménagement du territoire et les améliorations
Jusqu'en 1975, le territoire de la commune n'avait pas connu de changement important ; c'est cette année-là qu'il a été décidé de construire une zone villa. Elle est située à l'extérieur du bourg central, avec au nord une petite déclivité parallèle et au sud des champs. Ce fut une vingtaine de maisons qui fut construite. Il y a maintenant encore des discussions importantes pour peut-être agrandir la zone sur les zones agricoles environnantes.
Les dernières améliorations importantes du territoire ont eu lieu en 2006-2007 : la commune a décidé de refaire la plupart des routes, de les doter de pavés sur les côtés et de remplacer l'éclairage.
Malheureusement, il manque encore des installations pour les promeneurs (bancs, etc.) et il n'existe pas de ramassage des ordures. Une place de jeux a cependant été installée en 2016.

## Histoire
Valeyres dépendait autrefois de la seigneurie des Clées. Le village possédait, avant la Réforme, une petite abbaye qui a été transformée en demeure bourgeoise par la suite (l'actuel Manoir, longtemps propriété de la famille Boissier puis Barbey). Valeyres a été le lieu de villégiature de l'élite bernoise du XVIe au XVIIIe siècle. Les familles Manuel et Bonstetten y étaient fortement possessionnées. Charles Victor de Bonstetten (ami de Madame de Staël), qui repose dans le cimetière de la chapelle du village, y a passé passablement de temps dans sa demeure (le château, aujourd'hui inscrit comme bien culturel suisse d'importance nationale) et on raconte que Johannes von Müller y rédigea une partie de son histoire de la Confédération.

## Patrimoine bâti
L'église réformée, ancienne église Saint-Jacques, édifice roman des XIe et XIIe siècles comprenant une nef et une abside, cette dernière étant remplacée au XVe siècle par un chœur carré. Vers la fin du XVe siècle ou début du XVIe siècle, elle reçoit des voûtes à croisées d'ogives. Restauration 1910-1911 sous la supervision d'Albert Naef. Vitraux de 1911 par Clément Heaton.
| |  |  |
| Valeyres-sous-Rances. L’église photographiée par Albert Naef en 1910, avant restauration (Archives cantonales vaudoises). |  |  |

Voir aussi notice détaillée Le château de Valeyres.

## Politique
La commune de Valeyres-sous-Rances est dotée d'une municipalité de cinq membres (exécutif) et d'un conseil général (législatif). La Municipalité est élue au suffrage universel, selon le système majoritaire, pour une période de cinq ans. Le Conseil général est ouvert à l'ensemble des citoyens de la commune.

## Population

### Gentilé et surnoms
Les habitants de la commune se nomment les Valeyriens.
Ils sont surnommés les Renards et les Hirondelles.

### Démographie
95,0 % de la population est de langue maternelle française, 1,8 % de langue allemande, et 0,8 % de langue italienne. En 1900 le village était peuplé de 479 habitants.

## Activités économiques
La majorité du territoire de la commune est dédiée aux champs et à la vigne, qui constitue la plus grande partie de l'activité. Les champs sont sur le plateau d'une colline à l'ouest du village, au fond d'un petit vallon formé par un ruisseau, et au sud du quartier de villa jusqu'à l'autoroute. Les vignes sont bien évidemment sur les rebords au sud des collines.
En 1950 a été construite une usine de choucroute, mais elle a fait faillite en 1980 ; le bâtiment est maintenant occupé par une fiduciaire. La poste et le dernier magasin du village ont fermé récemment.
En 2017 a ouvert une place de jeux au Chemin du Moty 12.
46° 45′ 10″ N, 6° 31′ 12″ E

## Transports
Le village est traversé au sud du bourg par une route de moyenne importance qui le relie au village voisin de Rances et aux autres communes au nord, à la ville d'Orbe et à l'autoroute A9. Il y a un service de bus postaux de La Poste qui relie la commune à la région avec les lignes Yverdon-les-Bains-Orbe et Orbe-Baulmes.

## Personnalités liées à la commune
- Agénor de Gasparin, théologien et homme politique protestant du XIXe siècle, se retirait souvent à Valeyres pour écrire, avec son épouse, Valérie de Gasparin née Boissier, dont le frère, Pierre Edmond Boissier, grand botaniste suisse, est décédé et enterré à Valeyres. Le gendre de ce dernier, William Barbey fut le père du chemin de fer de Sainte-Croix. Fortement marquée par le Réveil, la famille fut à l'origine de la construction de la chapelle de l'Église Libre, actuellement transformée en local de répétition pour la fanfare locale.
- William Barbey.
- Charles Victor de Bonstetten.
- Gustave Charles Ferdinand de Bonstetten.